# Rohan (nome)
Rohan è un nome proprio di persona maschile usato in diverse lingue diffuse nel subcontinente indiano.

## Origine e diffusione
Deriva dal sanscrito रोहण (rohana), che significa "che ascende", "ascendente"; è attestato nelle lingue bengalese (রোহন), hindi (रोहन), kannada (ರೋಹನ್) e marathi (रोहन).
Questo nome coincide inoltre con un toponimo creato da Tolkien per Il Signore degli Anelli, Rohan, che significa "terra dei cavalli" in Sindarin.

## Onomastico
Il nome è adespota, cioè non è portato da alcun santo: l'onomastico ricade dunque il 1º novembre, giorno di Ognissanti.

## Persone
- Rohan Bopanna, tennista indiano

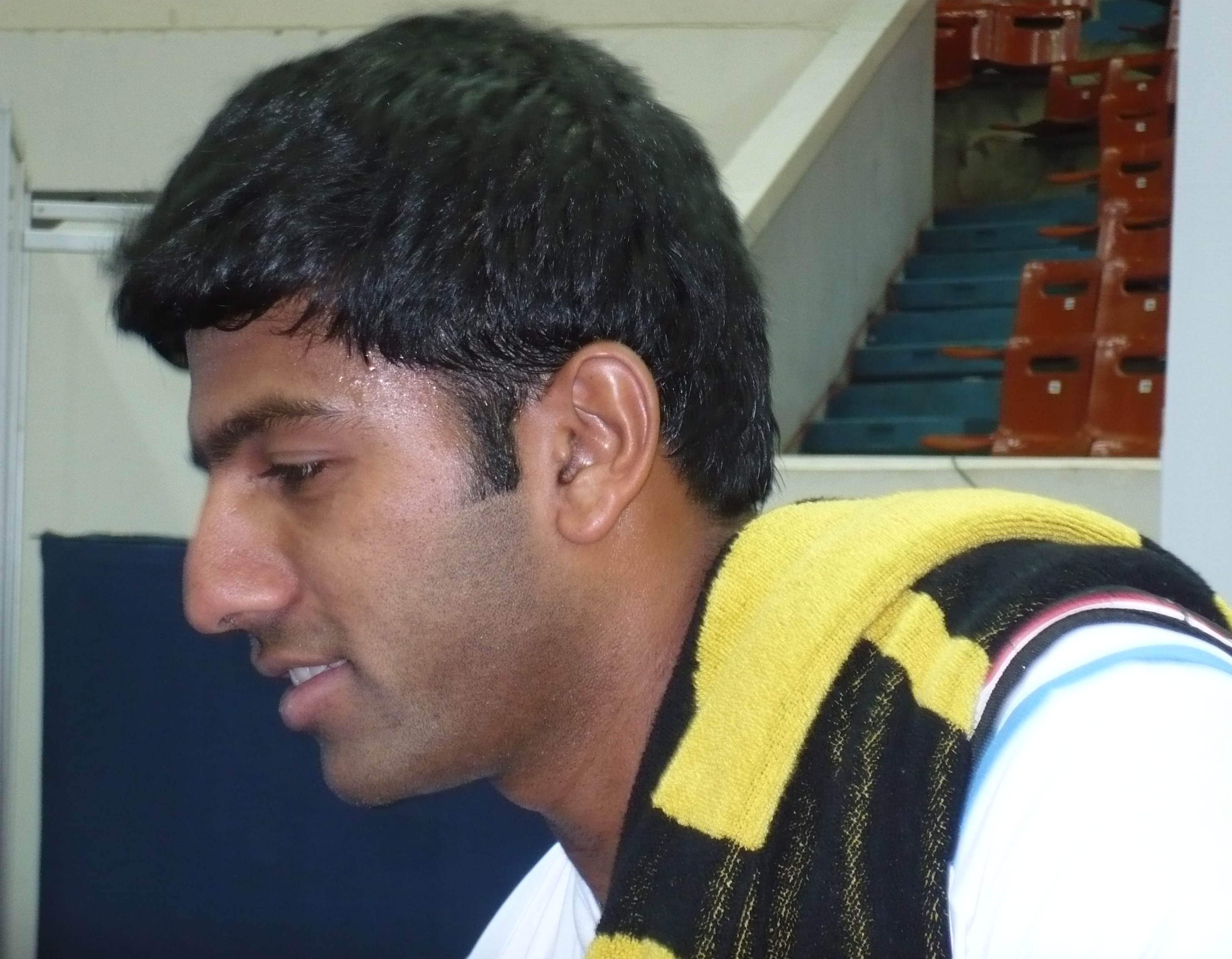
Rohan Bopanna

- Rohan Dennis, ciclista su strada e pistard australiano
- Rohan Gotobed, attore britannico
- Rohan Ricketts, calciatore britannico
- Rohan Sippy, regista indiano

## Il nome nelle arti
- Rohan Kishibe è un personaggio della serie manga Le bizzarre avventure di JoJo.